# Villalba de Guardo (kommunhuvudort)
Villalba de Guardo är en kommunhuvudort i Spanien.   Den ligger i provinsen Provincia de Palencia och regionen Kastilien och Leon, i den norra delen av landet, 270 km norr om huvudstaden Madrid. Villalba de Guardo ligger 1 062 meter över havet och antalet invånare är 232.
Terrängen runt Villalba de Guardo är huvudsakligen platt. Villalba de Guardo ligger nere i en dal. Runt Villalba de Guardo är det mycket glesbefolkat, med 5 invånare per kvadratkilometer. Närmaste större samhälle är Guardo, 7,7 km norr om Villalba de Guardo. Trakten runt Villalba de Guardo består i huvudsak av gräsmarker.